# Dicaelotus ruficornis
Dicaelotus ruficornis là một loài tò vò trong họ Ichneumonidae.